# Louis Leakey
Louis Leakey, né à Kabete (Nairobi) le 7 août 1903 et mort à Londres le 1er octobre 1972, est un préhistorien, paléoprimatologue et paléoanthropologue kényan et britannique. Il a mené de longues campagnes de recherche en Tanzanie et au Kenya. Il a découvert beaucoup de fossiles d’hominoïdes, d’hominines et d’Homo habilis (ancêtres pré-humains), qui ont permis de reconstituer une partie de l’arbre généalogique du genre Homo.

## Découvertes

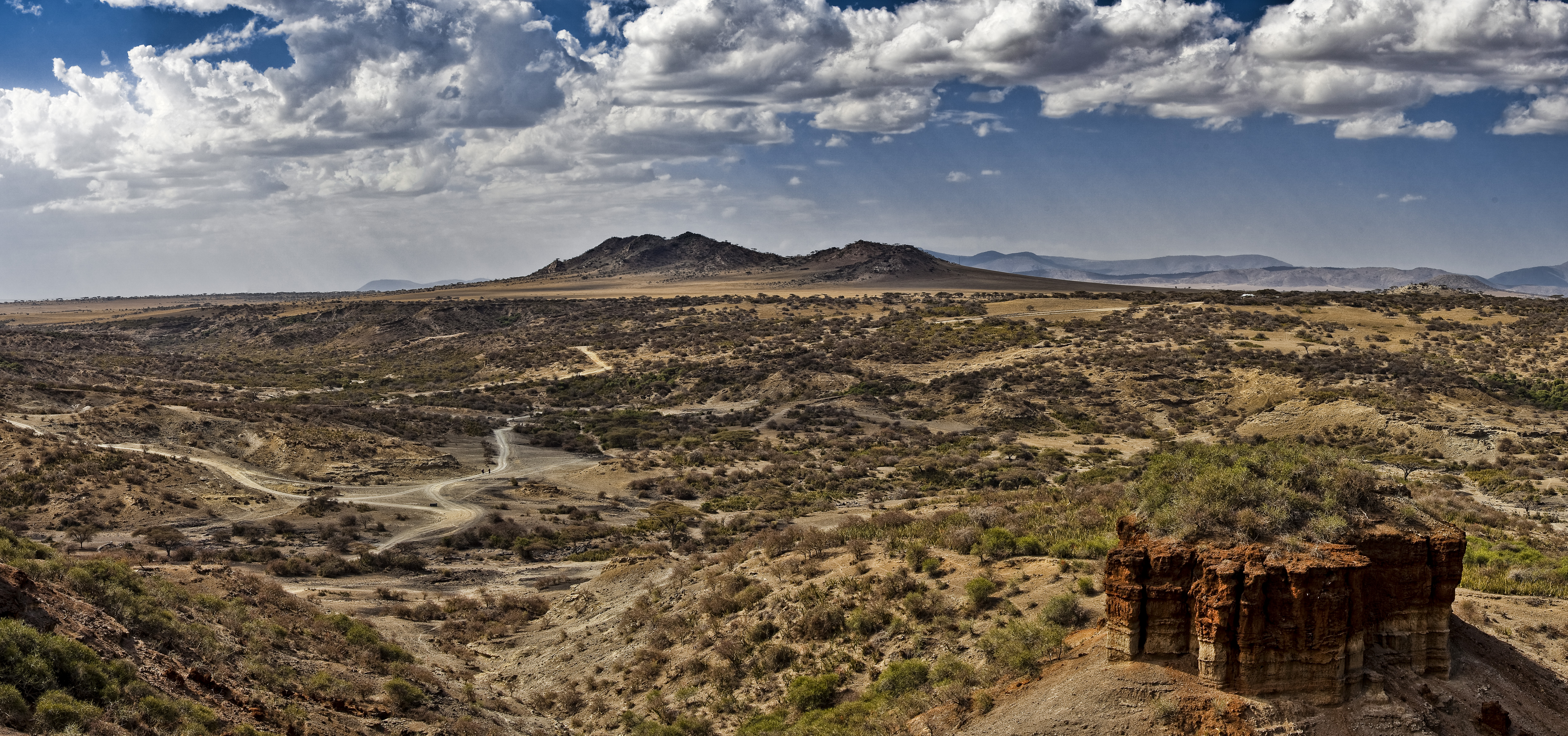
Gorges d'Olduvaï, Tanzanie

Louis Leakey est l'auteur de l'Oldowayen, industrie lithique mise en évidence dans les gorges d'Olduvaï, en Tanzanie, et plus ancienne industrie lithique connue en Afrique jusqu'en 2015.
Avec son épouse Mary Leakey, il a mis au jour de nombreux fossiles d'hominoïdes, d'hominines, et d'Homo, en Tanzanie et au Kenya :
- plusieurs individus de l'espèce Proconsul nyanzae, décrits sous le nom de Kenyapithecus africanus ;
- Zinj, un Paranthropus boisei décrit sous le nom Zinjanthropus boisei en 1959 ;
- de nombreux Australopithecus afarensis ;
- plusieurs Homo habilis (Louis Leakey est le codécouvreur de cette espèce en 1960, décrite pour la première fois dans une publication de 1964).

Les nombreuses découvertes de Louis Leakey dans cette partie de l'Afrique ont fait considérablement progresser les connaissances sur les ancêtres de l'Homme. Plusieurs dizaines de fossiles humains ou pré-humains d'importance majeure découverts en une douzaine d'années, dans une région que personne n'avait jusqu'alors réussi à explorer sérieusement et systématiquement, ont permis de reconstituer une partie de l'arbre généalogique du genre Homo.
Pour une grande part, la quantité des découvertes de Louis Leakey repose sur les groupes de recherche organisés, avec une participation active des Tanzaniens ou des Kényans formés et entrainés à l'identification et à la reconnaissance des fossiles sur le terrain (comme Kamoya Kimeu, le découvreur du garçon de Turkana, ou Peter Nzube).
Louis Leakey a été un membre initié de la tribu des Kikuyus.

## Les proches de Louis Leakey
Louis Leakey a initié l'appétit de toute une famille pour la paléoanthropologie. Se sont ainsi fait un nom dans cette spécialité :
- sa deuxième épouse, Mary Leakey
- son fils, Richard Leakey
- sa belle-fille, Meave Leakey
- sa petite-fille, Louise Leakey.

Ses autres fils, Colin (né de son premier mariage), Jonathan et Philippe, ont également vécu en Afrique.
La passion pour le pays où il vivait l'a amené à conseiller, guider et protéger certains autres chercheurs réputés dont :
- Jane Goodall (étude des chimpanzés)
- Dian Fossey (étude des gorilles)
- Birutė Galdikas (étude des orang-outans).

Collectivement, ces trois chercheuses, parmi les premières à s'intéresser à l'observation en milieu naturel et à la protection des grands singes, ont reçu le surnom d'Anges de Leakey (Leakey Angels).
Les travaux de Louis Leakey ont revêtu une importance particulière dans la théorie énoncée par Robert Ardrey dans son ouvrage African Genesis: A Personal Investigation into the Animal Origins and Nature of Man, selon laquelle l'histoire de la civilisation humaine apparaît comme une histoire de l'art de tuer.

## Honneurs
L'astéroïde (7958) Leakey a été nommé en l'honneur de Louis Leakey, de sa femme Mary et de leur fils Richard, tous trois figures majeures de la paléoanthropologie de l'Afrique.